# Jürgen Hesselbach

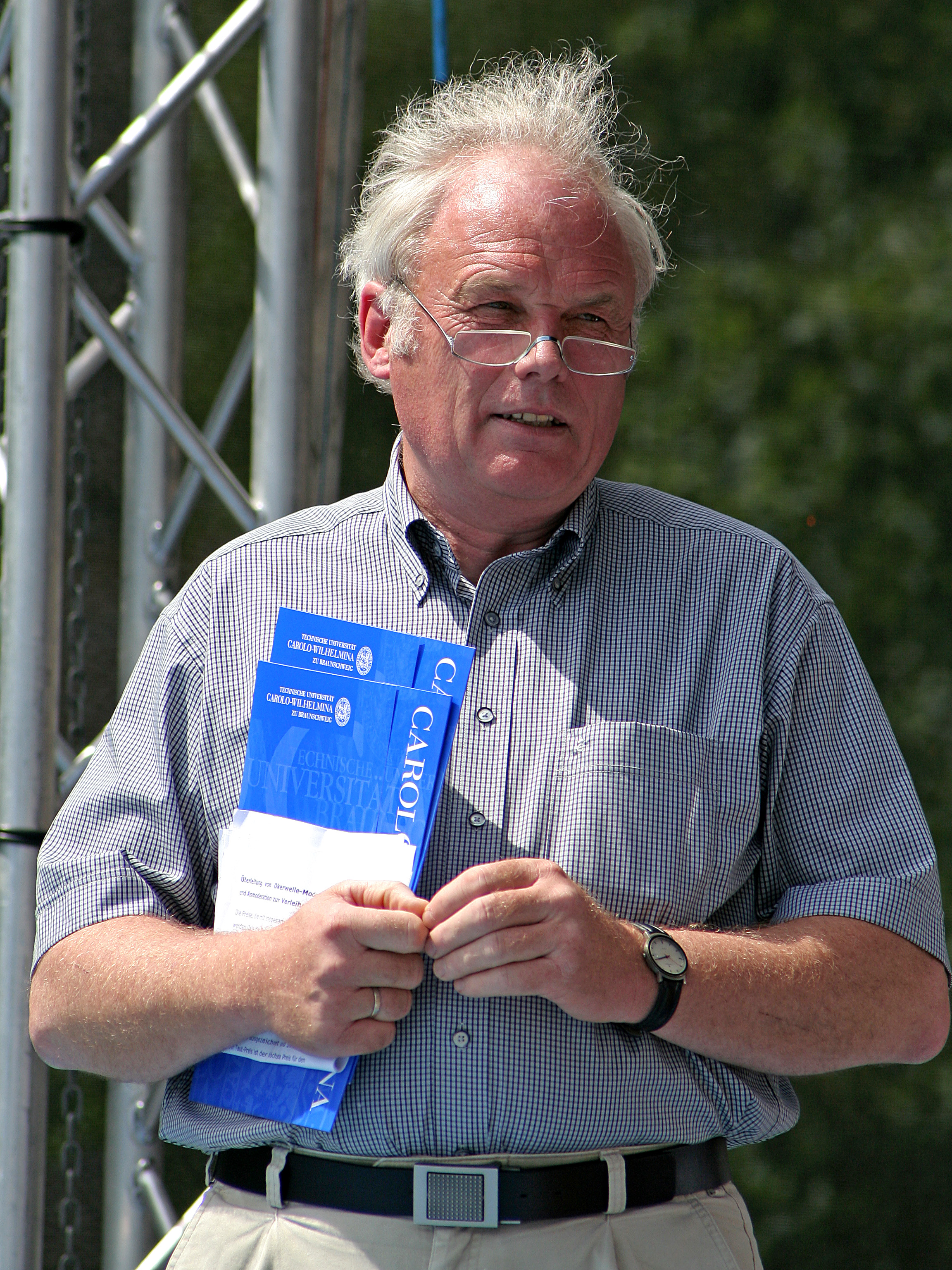
Jürgen Hesselbach (Juli 2007)

Jürgen Hesselbach (* 2. November 1949 in Stuttgart) ist ein deutscher Professor für Maschinenbau und war seit 2005 Präsident der TU Braunschweig. Seine zweite Amtszeit endete im April 2017.

## Ausbildung
Hesselbach wurde 1949 in Stuttgart geboren. Nach dem Abitur in Heilbronn studierte er von 1968 bis 1975 an der Universität Stuttgart Maschinenbau. Anschließend arbeitete er bis 1981 als wissenschaftlicher Angestellter an der Universität Stuttgart, an der er 1980 mit Auszeichnung zum Dr.-Ing. promoviert wurde.

## Beruflicher Werdegang und akademische Karriere
Von 1982 bis 1989 arbeitete Hesselbach bei der Robert Bosch GmbH, zuletzt als Leiter der Entwicklung „Baueinheiten der Montagetechnik“ in Waiblingen. 1990 folgte er einem Ruf an die TU Braunschweig. Dort war er bis 1998 Leiter des Instituts für Fertigungsautomatisierung und Handhabungstechnik (IFH). Von 1999 bis 2012 war er Leiter des Instituts für Werkzeugmaschinen und Fertigungstechnik (IWF), das mit dem IFH vereinigt wurde. Zudem ist er seit 1998 Sprecher des Sonderforschungsbereiches „Konstruktion und Fertigung aktiver Mikrosysteme“ und seit 2002 Koordinator des Schwerpunktprogramms 1156 „Adaptronik für Werkzeugmaschinen“ der Deutschen Forschungsgemeinschaft.
Hesselbach ist nicht nur in zahlreichen Fachorganisationen federführend tätig, sondern er wirkte auch aktiv in der akademischen Selbstverwaltung der TU mit, unter anderem als Dekan, als Senatsmitglied, als Vorsitzender des Konzils und als Vizepräsident für Forschung, Technologietransfer und wissenschaftlichen Nachwuchs. Von 2002 bis 2004 war er Vizepräsident der TU Braunschweig, seit 2005 war er ihr Präsident. Im Mai 2010 wurde er für eine weitere Amtsperiode wiedergewählt; diese endete am 30. April 2017. Sein Vorgänger als Präsident war Fred Jochen Litterst, seine Nachfolgerin ist Anke Kaysser-Pyzalla.

## Auszeichnungen
Hesselbach ist Mitglied der Deutschen Akademie der Technikwissenschaften acatech. Er ist seit 1999 Ehrendoktor der Technischen Universität Cluj-Napoca, Rumänien. 2001 erhielt er mit seinem Forscherteam den Technologietransferpreis der Industrie- und Handelskammer Braunschweig. 2002 wurde er zum Prof. h. c. an der Universität für Luft- und Raumfahrttechnik, in Peking ernannt und 2003 zum Professor am Chinesisch-Deutschen Hochschulkolleg der Tongji-Universität in Shanghai, wo er als Dozent Lehrveranstaltungen hält.
Weitere Auszeichnungen:
- 1982 Preisträger der Otto-Kienzle-Gedenkmünze, verliehen durch die Hochschulgruppe Fertigungstechnik (HGF)
- 1987 Ehrenring des Vereins Deutscher Ingenieure (VDI) für besondere wissenschaftliche Leistungen
- 2000 Advisory Professor am Harbin Institute of Technology, China
- 2017 Verdienstkreuz 1. Klasse des Niedersächsischen Verdienstordens[3]

## Ehrenamtliche Mitarbeit
- Mitglied im Kuratorium des Fraunhofer-Instituts für Schicht- und Oberflächentechnik in Braunschweig
- Mitglied im Kuratorium des Fraunhofer-Wilhelm-Klauditz-Instituts für Holzforschung in Braunschweig
- Mitglied der Wissenschaftlichen Gesellschaft für Produktionstechnik (WGP)
- Vorsitzender des Editorial Board der WGP Annalen (Zeitschrift der Wissenschaftlichen Gesellschaft für Produktionstechnik)
- Mitglied der Braunschweigischen Wissenschaftlichen Gesellschaft
- Mitglied acatech – Konvent für Technikwissenschaften der Union der deutschen Akademien der Wissenschaften e.V.
- Vorsitzender des Kuratoriums der studentischen Unternehmensberatung Consult One Unternehmensberatung e.V.[4]
- Vizepräsident des Braunschweigischen Hochschulbund e.V.

## Rufe
- 1994 Professur „Steuerungstechnik der Produktionsanlagen“ an der TU Berlin (abgelehnt 1995)
- 2000 Professur „Steuerungstechnik der Werkzeugmaschinen und Fertigungseinrichtungen“ an der Universität Stuttgart (abgelehnt 2000)

## Privatleben
Hesselbach ist verheiratet und hat vier Kinder.